# Python de Byzance
Python de Byzance est un orateur et diplomate grec du IVe siècle av. J.-C. qui remplit des missions au service de Philippe II de Macédoine. Il fut élève d'Isocrate et adversaire de Démosthène.

## Histoire
Python est connu comme un élève d'Isocrate et partage ses opinions pro-macédoniennes. Il semble avoir participé aux négociations de la paix de Philocrate en 346 av. J.-C. Pendant l'hiver 344-343, il est envoyé par Philippe comme ambassadeur à Athènes, pour faire obstacle aux projets des Perses qui proposent à Athènes de financer une guerre contre Philippe. Python propose de réviser le traité précédent dans le sens des souhaits des Athéniens. L’assemblée se laisse convaincre et rejette les offres perses. Démosthène et Hégésippe de Sounion poussent alors le peuple à demander que la clause relative au statu quo soit remplacée par une clause reconnaissant les droits légitimes des deux parties, qui permettrait aux Athéniens de réclamer la restitution d’Amphipolis. Philippe refuse et redevient impopulaire à Athènes